# Cyklostezka Nový Bor – Sloup v Čechách

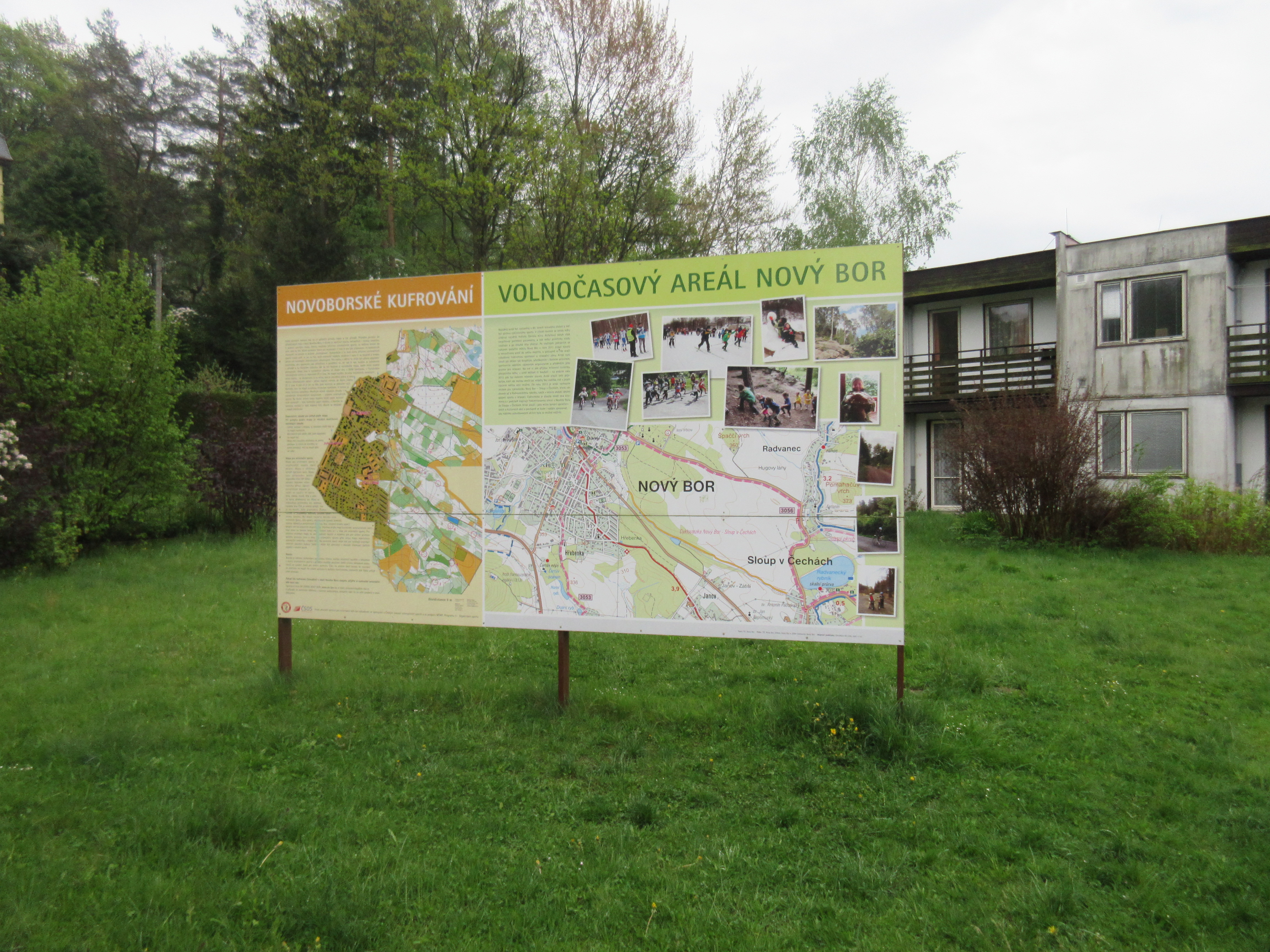
Na trase u cykloareálu je mapa stezky

Cyklostezka Nový Bor – Sloup v Čechách byla vybudována v roce 2012 nedaleko od souběžně frekventované silnice II/268 mezi městem Nový Bor a obcí Sloup v Čechách. Cílem akce za 8,8 milionů Kč bylo omezit dopravní nehodovost cyklistů.

## Základní údaje
Financování výstavby nové cyklostezky bylo provedeno jak z prostředků města Nový Bor, tak z dotace Státního fondu dopravní infrastruktury České republiky. Celkové náklady byly 8 860 000 Kč. 

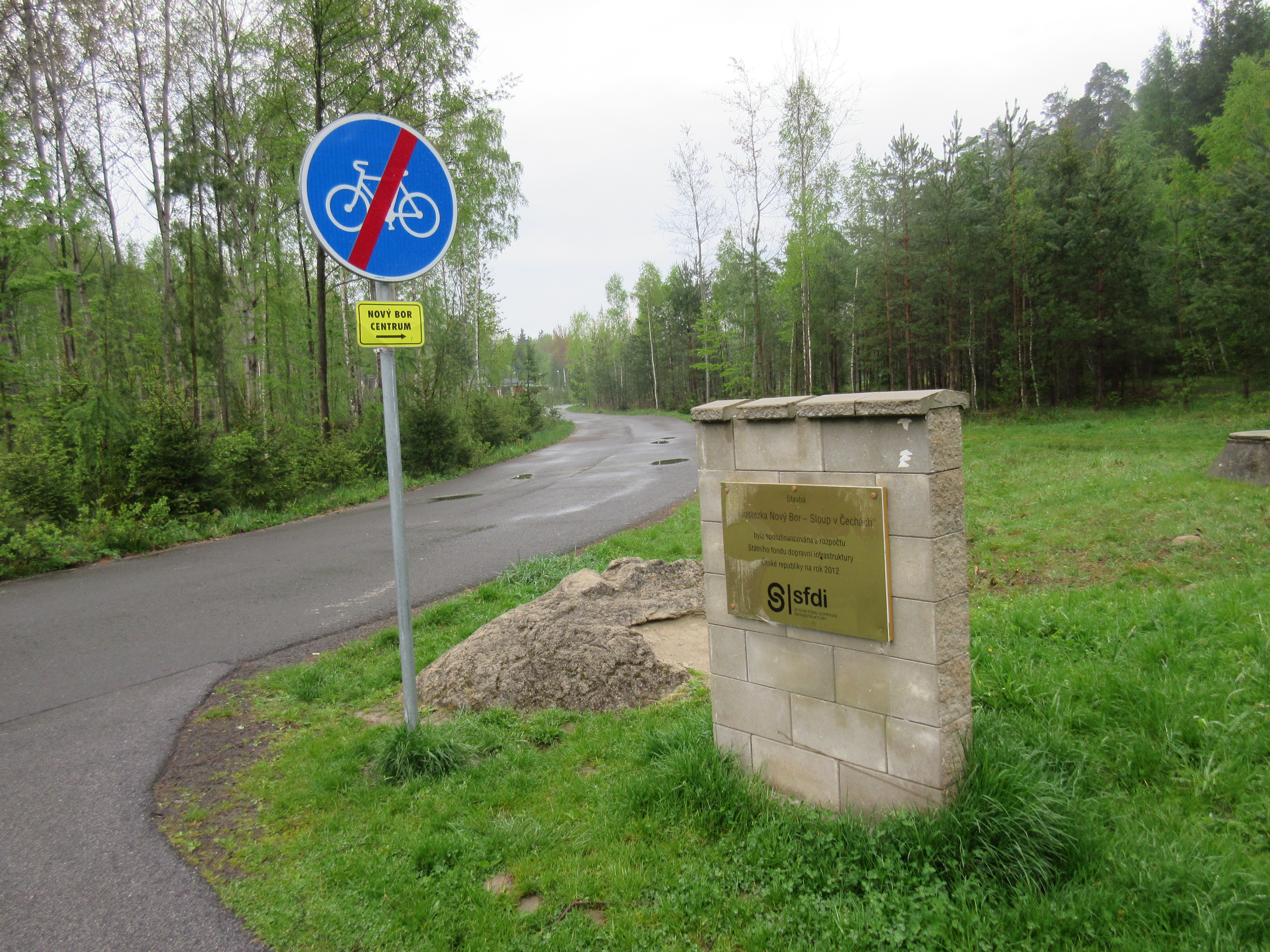
Místo, kde stezka odbočuje z cykloareálu

Před výstavbou bylo nutné nejdříve získat městem pozemky od různých vlastníků, po kterých je trasa vedena. Jednání byla vedena v roce 2011. 

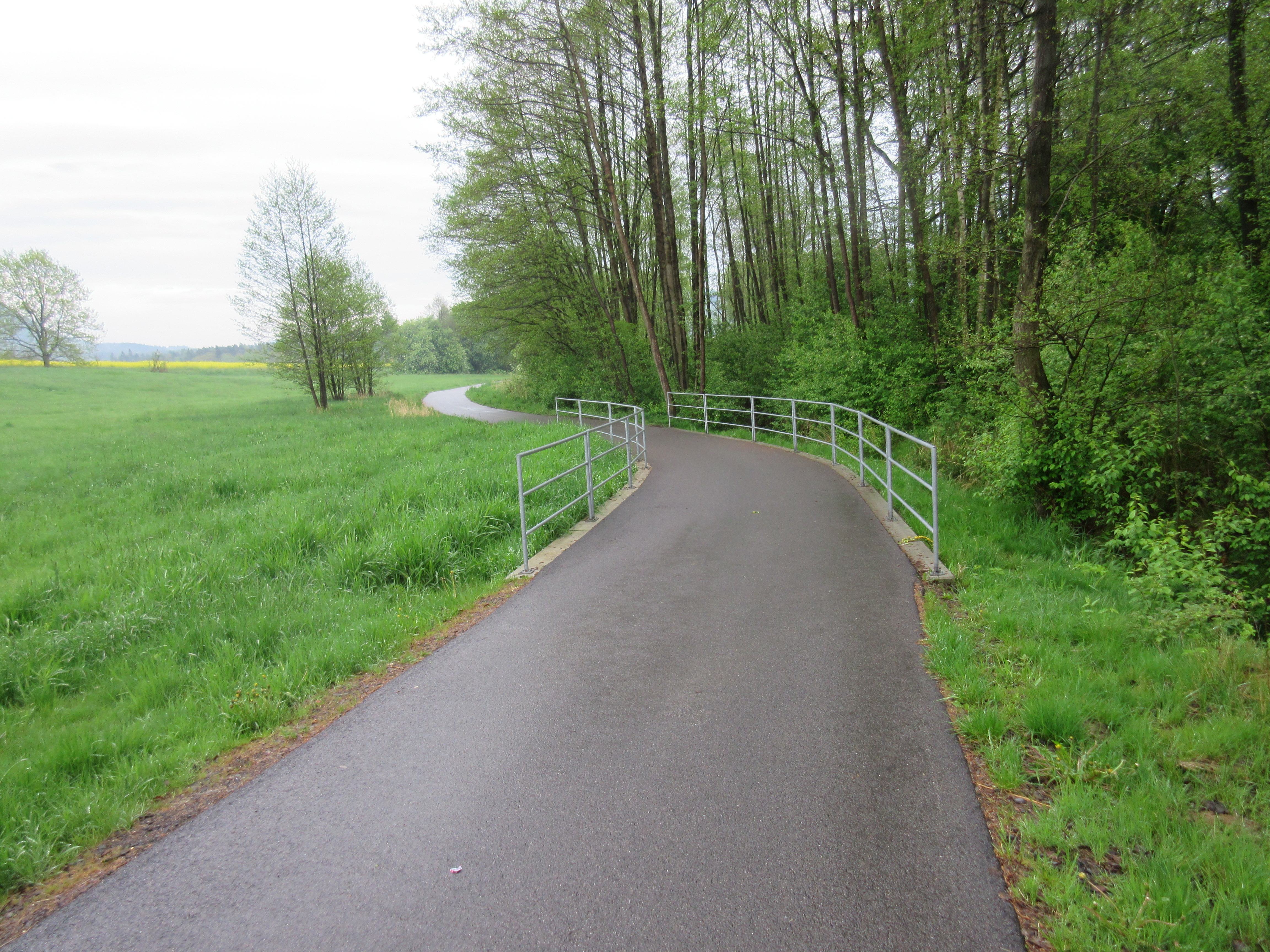
Cyklostezka v nezastavěném úseku

Při volbě vhodné trasy z centra města (nám. Míru)bylo využito zčásti několik vedlejších ulic v Novém Boru (Kalinova, V Hájku), poněkud zchátralý cykloareál a zbytek k severnímu okraji obce Sloup v Čechách byl vyasfaltován. Vyasfaltovaný chodník je zhruba 3 metry široký, celková délka cyklostezky je 1998 metrů. Trasa je vyznačena a doplněna odpočívadly.